# でんじろう先生の日曜実験室 ラブラボ!
『でんじろう先生の日曜実験室 ラブラボ!』（でんじろうせんせいのにちようじっけんしつ ラブラボ）は、2006年4月2日から2008年3月30日まで中京テレビで放送されていたバラエティ番組である。中部電力の一社提供。全100回。放送時間は毎週日曜 10:55 - 11:25 （日本標準時）。

## 概要
米村でんじろうによる驚きの実験で、身近な科学を楽しく学べるようにしていた番組。
この番組は放送期間中、日本民間放送連盟賞優秀賞と最優秀賞を受賞している。
- 2006年4月9日放送の「空気砲」の回で平成18年 特別表彰部門青少年向け番組部門優秀賞を受賞[1]。
- 2006年10月8日放送の「電子レンジ」の回で平成19年 特別表彰部門青少年向け番組部門最優秀賞を受賞[2]。

## 出演者
- 米村でんじろう
- スピードワゴン（小沢一敬・井戸田潤）
- 鶴木陽子（当時中京テレビアナウンサー）

## スタッフ
- ナレーター：磯部悦子（当時中京テレビアナウンサー）[3]
- 構成：内田裕士、高橋真裕美、塚本正一
- ディレクター：杉山一郎、田中穂積
- プロデューサー：後藤和史、苅谷真木子、沢田正春
- チーフプロデューサー：瀬古隆司

## 特別番組
- タイトル：『ラブラボスペシャル!科学で世界が面白い!でんじろうサイエンスツアーズ in イタリア』
- 放送日時：2008年9月6日（土） 16:25 - 17:50
- 出演者：米村でんじろう、井戸田潤、小沢一敬、鶴木陽子